# Macaca sinica
Macaca sinica là một loài động vật có vú trong họ Cercopithecidae, bộ Linh trưởng. Loài này được Linnaeus mô tả năm 1771.

## Hình ảnh

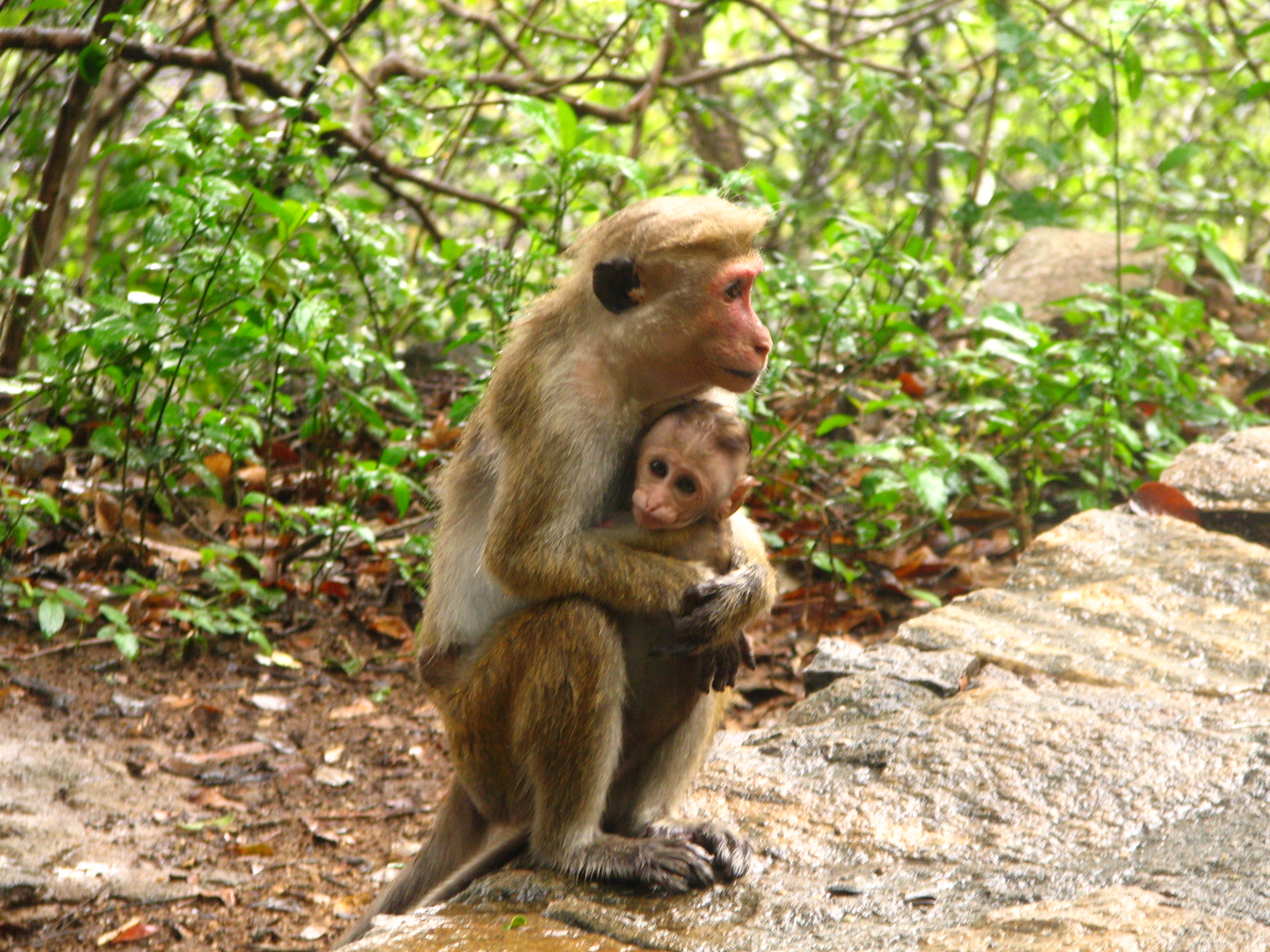
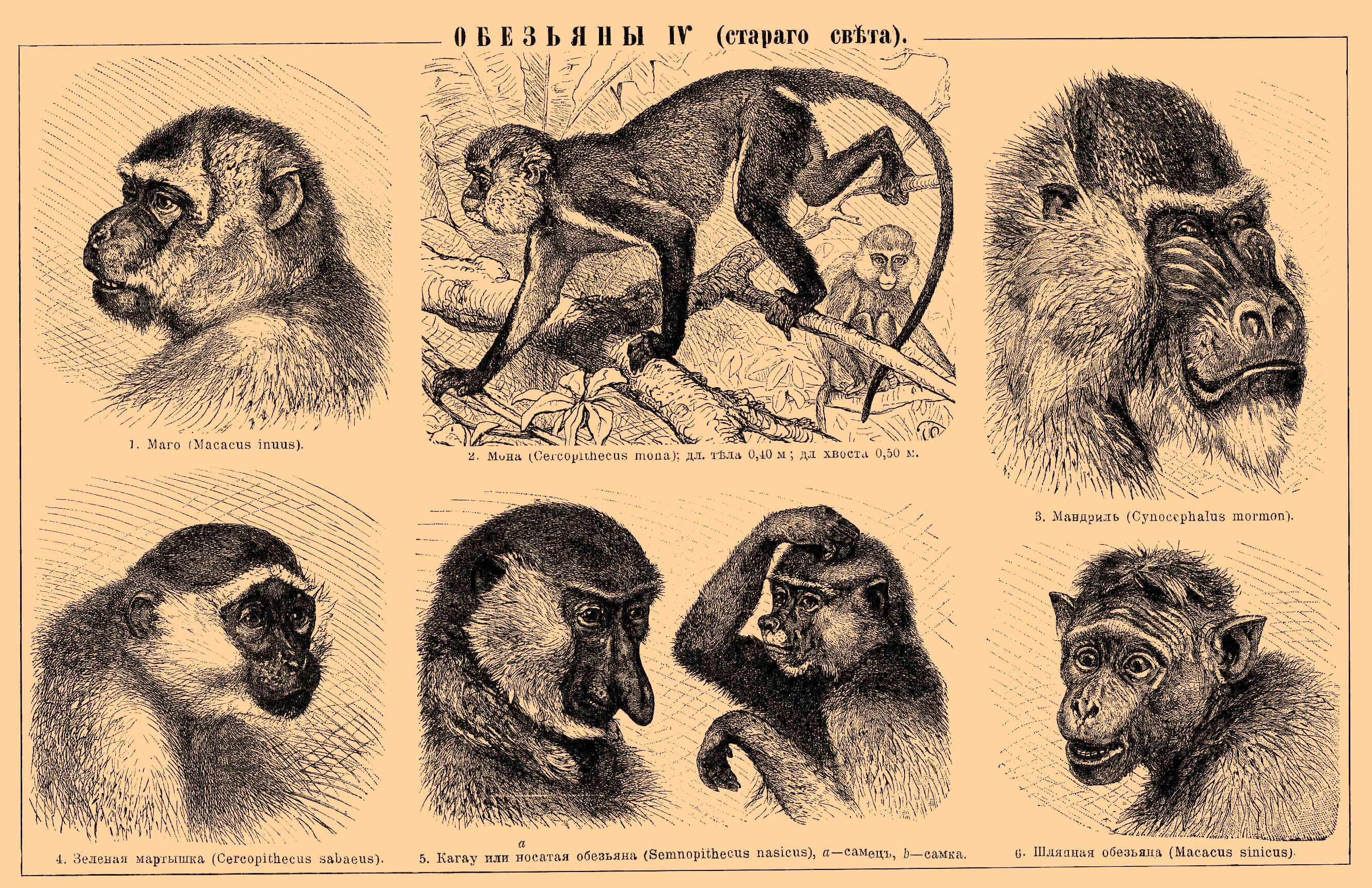
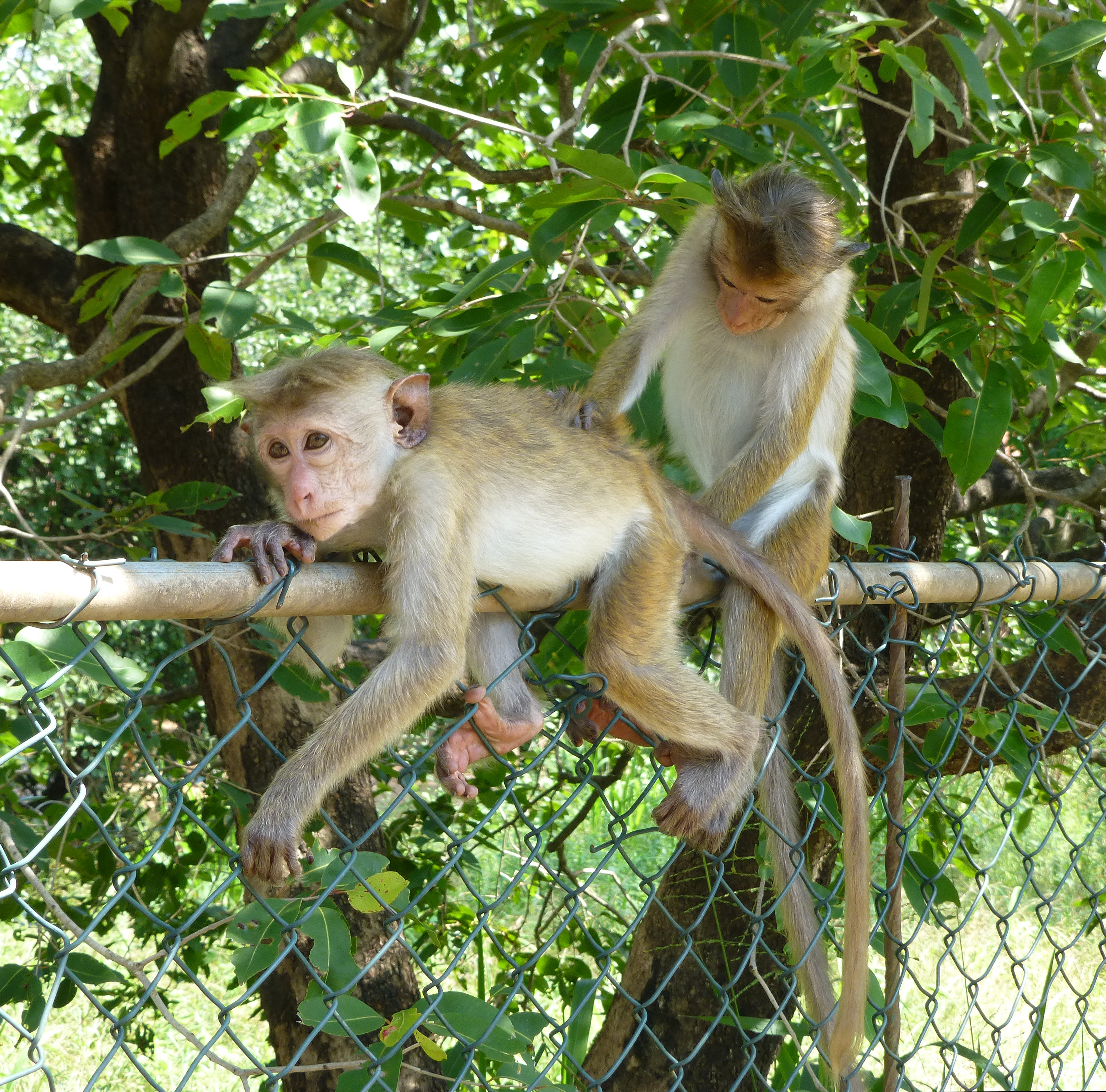
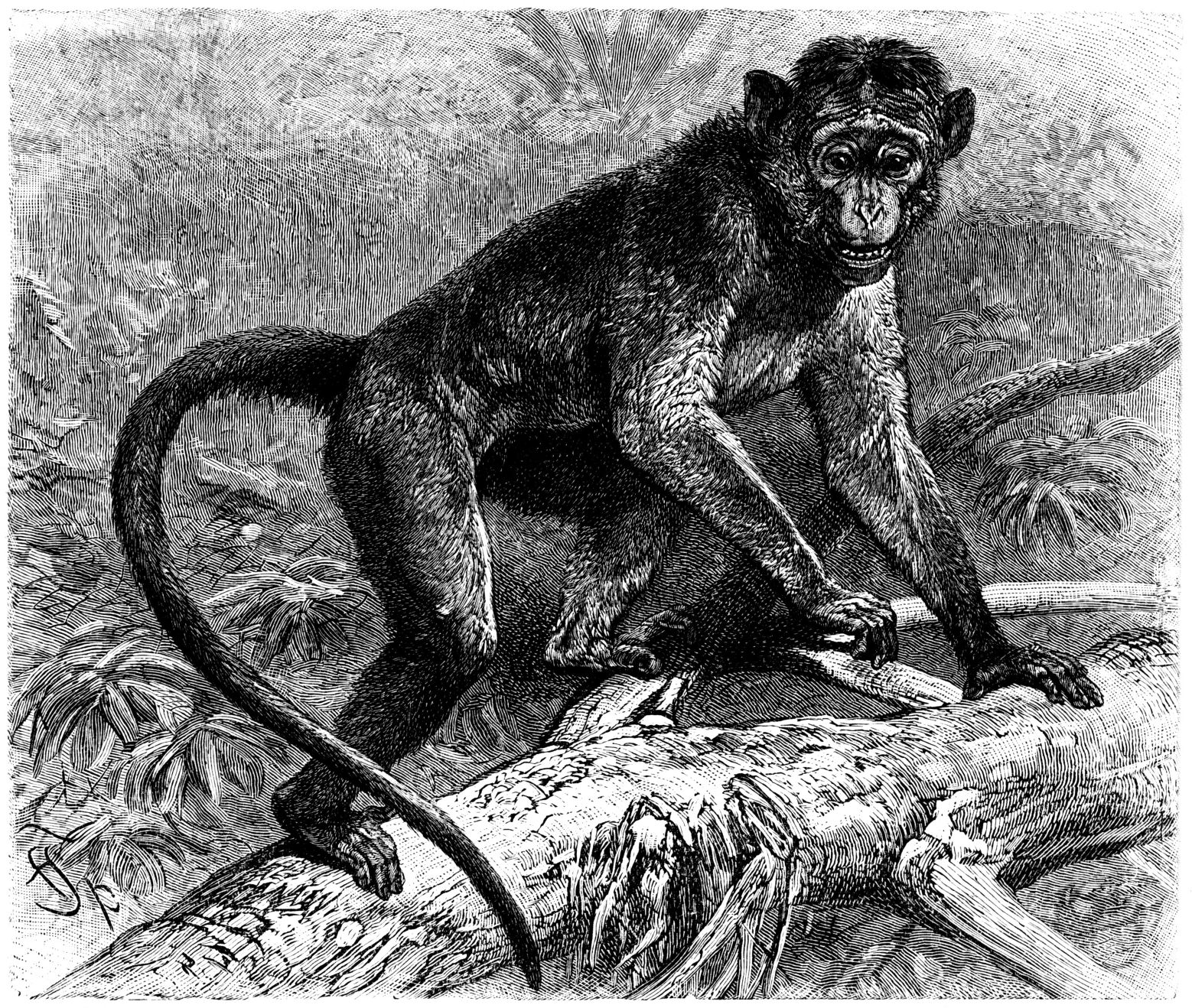